# Afriso-Euro-Index
Die AFRISO-EURO-INDEX GmbH (Eigenschreibweise AFRISO) ist ein Umwelttechnikunternehmen mit Sitz in Güglingen in Baden-Württemberg. AFRISO entwickelt und produziert Mess-, Regel- und Überwachungsgeräte für Haustechnik, Industrie und Umweltschutz.

## Firmengeschichte
Das Unternehmen wurde 1869 in Schmiedefeld am Rennsteig im heutigen Thüringen von Adelbert Fritz gegründet. Mit Eintritt seines Sohnes Franz Fritz firmierte das Unternehmen als Adelbert Fritz und Sohn. Als Telegrammkürzel und Marke wurde AFRISO verwendet.
Anfang des 20. Jahrhunderts gehörten Feindruckmanometer, Blutdruckmessgeräte und Temperaturregler zu den wichtigsten Produkten des Unternehmens. Nach dem Zweiten Weltkrieg bauten Franz Fritz und sein Sohn Georg das Unternehmen in Kleingartach und Güglingen neu auf. Statt Druckmessgeräten wurden nun pneumatische Füllstandmessgeräte hergestellt, überwiegend für Heizöl-Lagertanks. Zur sicheren Lagerung von Mineralölprodukten wurden Überfüllsicherungen und Lecküberwachungssysteme entwickelt.
Anfang der 60er Jahre wurden in fast allen westeuropäischen Ländern eigene Vertriebs- zum Teil auch Produktionsgesellschaften gegründet. Aus AFRISO wurde AFRISO-EURO-INDEX. Nach der Ölkrise 1973/74 wurde eine breite Produktpalette für den wirtschaftlichen und umweltfreundlichen Betrieb von Heizungsanlagen entwickelt. Nach dem politischen Umbruch in Europa wurden Niederlassungen in Ungarn, Rumänien, Tschechien, Polen, in der Ukraine, in Russland und in China gegründet.
Heute wird das Unternehmen in vierter Generation von Elmar und Jürgen Fritz fortgeführt.

## Meilensteine
Meilensteine des Unternehmens:
- 1920: Fertigung von Kapselfedern für Feindruckmanometer, Blutdruckmessgeräte und Temperaturregler.
- 1955: Einführung von Füllstandmessgeräten für Heizöltanks. Es folgen Überfüllsicherungen und Lecküberwachungssysteme.
- 1958: Elektronische Füllstandprodukte erweitern das Sortiment v. a. für industrielle Anwendungen.
- 1972: Vorstellung des ersten tragbaren elektronischen Rauchgasanalysegerätes am Markt.
- 1981: Markteinführung des ersten kompakten Verteilersystems aus Kunststoff für Fußbodenheizungen.

## Produkte
AFRISO entwickelt und fertigt Produkte sowohl für die Haus- und Gebäudetechnik als auch für die Prozess- und Verfahrenstechnik.
- Überfüllsicherungen
- Lecküberwachungsgeräte
- Ausrüstung für Heizungen und Lagertanks
- Armaturen für Heizkörper und den hydraulischen Abgleich
- Verteilersysteme für Heizen, Kühlen und Geothermie
- Manometer
- Druckmessumformer
- Thermometer
- Füllstandmessgeräte
- Anzeige-, Auswerte- und Regelgeräte
- Abgasanalysegeräte
- Stationäre Gasanalyse
- Smart Home Technologie